# 249. pehotni polk (Italija)
249. pehotni polk Pallanza je bil pehotni polk Kraljeve italijanske kopenske vojske.

## Zgodovina
Med prvo svetovno vojno je bil polk nastanjen na soški fronti.